# Agronomia
L'agronomia és una branca de la ciència que estudia els conreus i els sòls on creixen. Els agrònoms treballen per desenvolupar métodes que millorin l'ús del sòl i augmentar la producció d'aliments i d'altres conreus. Duen a terme la recerca en la rotació de conreus, el reg i el drenatge, el conreu de vegetals, la classificació de sòls, la fertilitat de sòls, el control de males herbes i en altres àrees.

## Història
Segons l'historiador Gilles Denis, l'agronomia va aparèixer a Europa al segle xviii, lligada al desenvolupament del mètode científic ia una “ideologia de la utilitat” que empeny a comprendre i dominar la naturalesa. També estaria vinculat al desenvolupament de l'economia política, la fisiocràcia i la idea que l'agricultura era la font essencial de riquesa d'un regne. Per a Gilles Denis, és per tant anacrònic parlar d'agronomia abans de la seva aparició a l'Europa del segle xviii (per exemple en les expressions agronomia antiga, llatina, xinesa, etc.). Per contra, Jean Boulaine, en definir l'agronomia com un conjunt de coneixements relatius al desenvolupament, l'explotació i la conservació del món rural, i els sistemes de tècniques que permeten desenvolupar-los, considera que l'agronomia apareix al mateix temps que la agricultura..

### Antiguitat
Si des de l'Antiguitat més remota les obres rurals són presents a la iconografia (sota relleus egipcis, per exemple) i són objecte de l'atenció de les elits en determinades civilitzacions (paper de les paradeisies, els palaus i les granges imperials, a l'Imperi Persa aquemènida), teníem cal esperar que l'agrònom púnic cartaginès (actualment Tunísia) Magó (abans del segle ii però no és fàcil datar-ho) faci referència a un tractat d'agronomia estructurada. El seu valor va ser tan reconegut que el Senat romà va ordenar-ne la traducció. En general, l'aristocràcia romana va mostrar un cert interès per l'agronomia, cosa que va donar lloc a una successió d'autors (Cató el Vell, Varró, Columela, Pal·ladi, etc.) i tractats sobre agricultura.

### Des de l'Edat Mitjana fins a principis delseglexix
A l'edat mitjana, el progrés agronòmic es va difondre principalment a través de les abadies, especialment les benedictines. A partir del Renaixement, el ressorgiment general de l'escriptura i la lectura també va afectar l'agronomia. Si al principi els tractats antics es publicaven principalment en llatí i després en llengües vernacles, després es van produir tractats originals (Bernard Palissy). El més conegut a França és el del cavaller Olivier de Serres, autor del Théâtre d'agriculture; tanmateix, la difusió de l'agronomia continua sent molt limitada. Després, a la segona meitat de l'segle xviii, es va renovar la difusió i l'estudi de l'agronomia a través de les societats agrícoles reals i d'erudits com Duhamel du Monceau, autor d′Elements d'agricultura el 1762.
Al segle xviii i principis del segle xix, els fisiòcrates es van interessar per l'agricultura en el seu aspecte econòmic, mentre un grup de grans terratinents (Jethro Tull, Arthur Young, Mathieu de Dombasle) experimentaven amb nous mètodes que difonen en obres i de vegades codifiquen en la forma de les teories. Alhora es van crear societats agrícoles nacionals o locals i granges experimentals. La primera a França, la Société royale d'agriculture de la generalitat de París (Reial Societat Agrícola de la Generalitat de París, Académie d'Agriculture), va ser fundada per Lluís XV en 1761 i tenia entre els seus corresponsals agrònoms com Victor Yvart.

### seglexix
L'Agronomia va néixer com a disciplina universitària durant el segle xix, on es va desenvolupar tant la investigació com la docència al voltant de l'agricultura. En aquest moviment van participar en la primera meitat del segle agrònoms com Albert Thaer, André Thouin i Adrien de Gasparin. Les contribucions de Justus von Liebig van aplanar el camí per a l'adveniment de l'agricultura industrial. A França, l'escola agrícola de Saulsaie es va crear el 1842, l'Institut Agronòmic Nacional el 1848, l'escola agrícola regional de Bretanya el 1849. El 1868 es va crear la xarxa d'estacions de recerca agronòmica. Als Estats Units, l'educació agrícola superior es va establir gràcies a la Llei Morill de 1862 i després a la Segona Llei Morill de 1890. Les estacions de recerca agrícola van ser creades el 1887 per la Llei Hatch, en el marc dels establiments educatius creats anteriorment . A Alemanya, es van crear estacions de recerca agrícola a les dècades de 1850 i 1860.

### Segles XX i XXI
A la segona meitat del segle xx, l'agronomia va patir profunds canvis en l'àmbit epistemològic i tècnic. També enfronta profunds canvis en el context agrícola.
L'agronomia va patir una ruptura conceptual que va marcar la seva separació definitiva de l'agricultura i el seu adveniment com a ciència per dret propi: des d'aleshores en endavant, la teoria científica precedeix la recopilació de dades, contràriament al que havia prevalgut anteriorment. Caracteritzat per nous conceptes, com el de perfil cultural (Mètode d'observació del sòl que proporciona dades de camp per a l'agricultor o agrònom). (S. Hénin) que permet una aproximació teòrica a l'estudi dels sòls, de l'itinerari tècnic o del sistema de cultiu, porta a elaborar una nova definició d'agronomia per part de Sebillotte.
A la segona meitat del segle xx, l'agronomia també es va enfrontar a canvis profunds en el context agrícola. Després d'una fase de fort creixement de la producció agrícola, caracteritzada pel desenvolupament de fertilitzants i pesticides sintètics, lligada a avenços paral·lels a la producció vegetal i animal (selecció i millora), l'agricultura s'enfronta a una sèrie de dificultats. Les funcions econòmiques, ambientals i socials de l'agricultura són avui al centre d'un debat social vast. Les crisis recents (malaltia de les vaques boges, organismes genèticament modificats, plaguicides, Escherichia coli O104:H4) han demostrat clarament la complexitat i la importància d'aquest debat, destacant en particular l'enllaç entre la investigació agrícola i els interessos econòmics: una associació extremadament eficaç per accelerar la innovació però planteja un problema quan cal avaluar-lo objectivament. De fet, els especialistes involucrats en programes industrials es poden convertir en jutges i parts. Aquest és el problema més general del conflicte dels interessos estès als investigadors.
A partir de la dècada de 1980, es va disposar de noves eines per a la investigació agrícola. La biologia molecular obre noves possibilitats per a la selecció varietal (cartografia genètica i seqüenciació de genomes, creació d'OGM), l'estudi de patògens i plagues o l'estudi de comunitats microbianes a terra o el rumen (PCR en temps real, metagenòmica). El desenvolupament de les tecnologies de la informació permet el creixement de la modelització i la biometria gràcies al desenvolupament de potents mitjans de càlcul estadístic que ara es fan servir habitualment durant els experiments.
Donades les importants dificultats econòmiques del món agrícola i camperol durant les dècades de 1980 i 1990, marcades per una caiguda constant del preu de les matèries agrícoles, alguns agrònoms consideren imprescindible actualitzar els mecanismes explicatius de l'evolució de l'agricultura relacionant-los amb l'evolució de les condicions socials. demanda. L'enfocament agronòmic purament local s'enriqueix i es complementa amb un enfocament que pretén situar l'agricultura i els sistemes de producció implantats en el context global. En un moment de globalització del comerç, sembla impossible interpretar correctament les estratègies agrícoles sense conèixer les polítiques agrícoles i els acords internacionals, particularment en el marc de l'Organització Mundial del Comerç, que condiciona el preu de les matèries primeres i, per tant, la rendibilitat de les produccions.

#### Desenvolupament de conceptes que concilien medi ambient i agricultura
La degradació ambiental, lligada a l'agricultura industrial, al desenvolupament industrial i al fort augment de la població mundial, ha plantejat nombrosos interrogants i ha portat al desenvolupament, i fins i tot a l'aparició, de noves preocupacions per a la ciència agronòmica (descontaminació, tractament de residus, desenvolupament rural, control biològic, control integrat i producció integrada). L'agricultura també s'enfronta a crisis de sobreproducció.
El sorgiment del concepte de desenvolupament sostenible a partir de la conferència de Rio de 1992 marca un nou gir amb l'aparició de preocupacions sobre la degradació dels recursos naturals (disminució de la fertilitat del sòl, contaminació de l'aigua, erosió, pèrdua de biodiversitat domèstica ...) causada per la industrialització d'agricultura. En aquesta perspectiva que, en última instància, apunta a una reducció dràstica dels impactes relacionats amb els insums, l'agronomia es fixa l'objectiu de donar suport al desenvolupament de l'agricultura mantenint o fins i tot augmentant els rendiments dels cultius i la producció animal respectant els equilibris naturals. L'agricultura es concep com un ecosistema antropitzat –agrosistema– del qual forma part l'home i que ha de mantenir en equilibri.
En aquest context, l'auge de les noves tecnologies, la biotecnologia i les TI ha obert nous camps d'estudi que condueixen al desenvolupament de l'agricultura de precisió. Però hi ha desacord entre els agrònoms sobre el lloc que cal donar a aquestes noves tecnologies en la solució dels problemes actuals. Alguns només els veuen com a mitjans secundaris, que fins i tot poden agreujar els efectes perversos de l'agricultura industrial, mentre que altres els converteixen en el pilar d'una nova revolució verda. Per contra, els agrònoms han proposat altres solucions, basades en l'ús de regulacions naturals dels agroecosistemes: agricultura de conservació, agricultura sostenible, agroecologia, intensificació ecològica, revolució doblement verda... Els agrònoms també s'hi han interessat per l'agricultura ecològica, una forma d'agricultura nascuda fora de la investigació agrícola. Entre altres formes d'agricultura destinades a ser respectuoses amb el medi ambient, els agrònoms estudien marginalment la biodinàmica i la permacultura. Als anys 1990, a França l'Institute National de la Recherche Agricole INRA va proposar l'“extensificació” (després rebatejada com a “desintensificació”) com un nou model agrícola en el marc d'una reducció dels preus garantits i de l'abandó agrícola i que apunta a reduir la quantitat de treball i capital (i, per tant, d'insums) utilitzats per unitat de superfície, en una lògica principalment econòmica. Als anys 90 també es va promoure el concepte de multifuncionalitat de l'agricultura, que pretén tenir en compte en les polítiques agrícoles la diversitat de funcions socials i ambientals de l'agricultura (sobirania alimentària, ocupació, gestió del paisatge, etc.) més enllà de la funció de producció agrícola.
El començament del segle XXI veu proliferar a la literatura científica termes que designen noves formes d'agricultura més respectuoses amb el medi ambient: agricultura durable o sostenible, agricultura sostenible amb baixos nivells d'insums, ecoagricultura, modernització ecològica de l'agricultura.

## Conreu selectiu
L'agronomia inclou el conreu selectiu de vegetals per produir els millors cultius sota diverses condicions. El conreu de vegetals ha augmentat el rendiment dels cultius i també n'ha augmentat el valor nutritiu, com en el cas del blat o el del blat de moro. També ha comportat el desenvolupament de nous tipus de vegetals. Per exemple, un cereal híbrid anomenat triticale va ser produït fent un creuament entre sègol i blat. El triticale conté més proteïnes que el blat.

## L'agronomia i el sòl
Els agrònoms estudien maneres de fer els sòls més productius. Classifiquen els sòls i hi experimenten per comprovar si contenen les substàncies vitals pel creixement de les plantes. Tals substàncies inclouen compostos de nitrogen, fòsfor i potassi. Si un determinat sòl és deficient en aquestes substàncies, es pot utilitzar fertilitzants per solucionar-ho. Els agrònoms estudien el moviment dels nutrients dins el sòl, i la quantitat de nutrients que absorbeix un vegetal mitjançant les seves arrels. Els agrònoms també examinen el desenvolupament de les arrels i la seva relació amb el sòl. A l'Estació Experimental de Rothamsted, al Regne Unit, es fan experiments a llarg termini (des de fa uns 150 anys) sobre la fertilització dels sòls.

## Preservació del sòl
A més, els agrònoms desenvolupen métodes per preservar el sòl i reduir els efectes de l'erosió causada per l'aigua i el vent. Per exemple, una tècnica anomenada llaurat de contorns es pot usar per prevenir l'erosió del sòl i conservar les precipitacions. Els investigadors agrònoms també cerquen maneres d'utilitzar el sòl més efectivament per solucionar altres problemes. Tals problemes inclouen l'eliminació de residus humans i animals; contaminació de l'aigua; i l'acumulació en el sòl de productes químics anomenats plaguicida, que s'utilitzen per matar insectes i altres plagues.

## Enginyer agrònom
L'enginyer agrònom és un professional, és un titulat superior competent en els àmbits de l'enginyeria agronòmica, civil i mediambiental. Té competències reconegudes en molts diversos àmbits i n'exerceixen la professió des de l'exercici lliure, des de diversos àmbits administratius i des de l'empresa privada en indústries agroalimentàries, explotacions agropecuàries i altres.
Molts agrònoms són consultors, investigadors o professors. Molts d'ells treballen per estacions agrícoles experimentals, agències federals o estatals, firmes industrials o universitats. Els agrònoms també treballen en organitzacions internacionals com per exemple l'USAID o l'Organització per l'Alimentació i l'Agricultura de les Nacions Unides.
Entre els àmbits temàtics més destacats de l'Enginyer Agrònom hi trobem els següents:
- Fitotècnia.
- Zootècnia.
- Indústries agroalimentàries.
- Economia agrària.
- Enginyeria rural.
- Enginyeria mediambiental.

## Matèries fonamentals
En la formació de les enginyeres i els enginyers agrònoms s'imparteixen les següents matèries fonamentals:
- Ciències bàsiques: matemàtiques, física, química i bioquímica, geologia, biologia, dibuix, etc.
- Ciències aplicades: estadística, química agrícola, edafologia, climatologia, resistència de materials, mecànica, termodinàmica, electrotècnia, hidràulica, genètica, botànica, fisiologia vegetal i animal, operacions bàsiques industrials, econometria, economia, dret i sociologia.
- Tecnologia: fitotècnia, producció i protecció dels vegetals, zootècnia, construcció agropecuària i agroalimentària, hidrologia i drenatge agraris, regs, tecnologia alimentària, millora genètica vegetal i animal, motors i màquines, agròtica i automatització, comercialització agrària, comptabilitat, control de qualitat, gestió empresarial, legislació i política agrària.

En general les ciències bàsiques i aplicades són comunes a tots els estudiants d'enginyeria agronòmica, mentre que les tecnologies són escollides en el disseny curricular personal de la carrera.
A l'Escola Tècnica Superior de Lleida es poden aconseguir les següents "orientacions":
- Biotecnologia agrària.
- Economia agrària.
- Desenvolupament rural.
- Gestió del medi ambient.
- Enginyeria agroalimentària.
- Enginyeria rural.
- Producció animal.
- Producció vegetal.

També s'hi poden seguir cicles de postgrau, i el Doctorat en Agronomia i Medi Ambient.

## Agrònoms
- Salvador Castelló i Carreras
- Johann Karl Ehrenfried Kegel